# Peleteria abdominalis
Peleteria abdominalis là một loài ruồi trong họ Tachinidae.